# 新博羅韋
49°14′32″N 38°32′40″E / 49.24222°N 38.54444°E
新博羅韋（烏克蘭語：Новоборове）是位於烏克蘭東部的村莊，由盧甘斯克州舊比利斯克區的舊比利斯克市鎮負責管轄。該村始建於1821年，面積3.22平方公里，海拔高度75米，2001年人口599，人口密度每平方公里185.9人。